# Гринчук, Иван Адамович
Иван Адамович Гринчук (укр. Іван Адамович Гринчук; род. 8 августа 1944 года, с. Бурковцы Погребищенского района Винницкой области Украинской ССР) — украинский государственный деятель, депутат Верховной рады Украины I созыва (1990—1994).

## Биография
Родился 8 августа 1944 года в селе Бурковцы Погребищенского района Винницкой области. 
Первоначально работал разнорабочим колхоза им. Первого Мая села Новофастов Погребищенского района Винницкой области, слесарем-фрезеровщиком в Луганске, водителем Погребищенской межхозяйственной строительной организации.
С 1963 года проходил службу в рядах Советской армии. После возвращения из армии с 1966 года работал водителем колхоза им. Первого Мая села Новофастов, с 1984 года был заведующим автогаражом того же колхоза.
Являлся членом КПСС, членом бюро партийной организации колхоза, председателем профсоюзного комитета колхоза.
В 1990 году в ходе первых альтернативных парламентских выборов в Украинской ССР был выдвинут кандидатом в народные депутаты трудовым коллективом колхоза им. Первого Мая села Новофастов Погребищенского района, 18 марта 1990 года во втором туре был избран народным депутатом Верховного совета Украинской ССР XII созыва (в дальнейшем — Верховной рады Украины I созыва) от Погребищенского избирательного округа № 35 Винницкой области, набрал 54,11% голосов среди 3 кандидатов. В парламенте входил в депутатские группы «Рада», «Земля и воля», был членом комиссии по вопросам возрождения и социального развития села. Депутатские полномочия истекли 10 мая 1994 года.
Женат, имеет двоих детей.